# Hugh Bullard
Eucal Hugh Bullards (ur. 16 marca 1942 w Nassau, zm. 16 lutego 2008) – bahamski lekkoatleta, olimpijczyk.
Uczestnik Letnich Igrzysk Olimpijskich 1960 w biegu na 400 metrów (był wówczas uczniem St. John’s College w Nassau). Z wynikiem 51,20 s zajął ostatnie miejsce w swoim biegu eliminacyjnym – jego czas był 50. wynikiem eliminacji wśród 54 startujących sprinterów.
W 1962 roku startował na igrzyskach Ameryki Środkowej i Karaibów. Nie zdobył medalu, jednak był uczestnikiem sztafety 4 × 100 m, która w biegu półfinałowym pobiła rekord Bahamów (41,6 s).
W 2016 roku został przyjęty do National Sports Hall of Fame.